# Campeonato Sudamericano Femenino Sub-17 de 2012
El Campeonato Sudamericano Femenino Sub-17 de 2012 fue la III edición de este torneo; se disputó en Bolivia entre el 9 de marzo y el 25 de marzo de 2012. Se desarrolló en Sucre y Santa Cruz de la Sierra. El campeonato se jugó entre las selecciones nacionales femeninas sub-17 de todos los países cuyas federaciones están afiliadas a la CONMEBOL. Los tres primeros lugares obtuvieron una plaza a la Copa Mundial Femenina de Fútbol Sub-17 de 2012 a disputarse en Azerbaiyán.

## Árbitros
La lista de árbitras y asistentes fue la siguiente:
| Árbitras - Estela Álvarez - Cándida Colque - Daniela Coutinho - Carolina González - Viviana Muñoz - María Cornejo - Olga Miranda - Melany Bermejo - Claudia Umpiérrez - Yanina Mujica |  | Asistentes - María Eugenia Rocco - Claudia Mollinedo - Janette Mara Arcanjo - Pamela Paz Gutiérrez - Lucía Hurtatiz - Mónica Amboya - Nilda Gamarra - Gabriela Moreno - Luciana Mascaraña - Yoly García Colmenares |

## Etapa clasificatoria
Los 10 equipos participantes en la primera fase se dividieron en 2 grupos de 5 equipos cada uno. Luego de una liguilla simple (a una sola rueda de partidos), pasarán a segunda ronda los equipos que ocuparon las posiciones primera y segunda de cada grupo.
En caso de empate en puntos en cualquiera de las posiciones, la clasificación se determinará siguiendo en orden los siguientes criterios:
- Diferencia de goles.
- Cantidad de goles marcados.
- El resultado del partido jugado entre los empatados.
- Por sorteo.

Los partidos para la primera fase en tanto, fueron entregados el 15 de febrero de 2012, quedando la programación de la siguiente manera:

### Grupo A
| Equipo    | Pts. | PJ | PG | PE | PP | GF | GC | Dif |
| --------- | ---- | -- | -- | -- | -- | -- | -- | --- |
| Uruguay   | 12   | 4  | 4  | 0  | 0  | 13 | 5  | +8  |
| Argentina | 9    | 4  | 3  | 0  | 1  | 8  | 4  | +4  |
| Ecuador   | 4    | 4  | 1  | 1  | 2  | 7  | 11 | -4  |
| Bolivia   | 3    | 4  | 1  | 0  | 3  | 10 | 11 | -1  |
| Perú      | 1    | 4  | 0  | 1  | 3  | 4  | 11 | -7  |

| 10 de marzo de 2012, 15:00 | Argentina         | 1:0 (1:0) | Ecuador | Estadio Olímpico Patria, Sucre           |                                          |
|                            | Erika Cabrera 17' |           |         | Árbitro(s): María Belén Carvajal (Chile) | Árbitro(s): María Belén Carvajal (Chile) |

| 10 de marzo de 2012, 18:00 | Bolivia                                                       | 4:1 (2:0) | Perú                      | Estadio Olímpico Patria, Sucre        |                                       |
|                            | Carla Méndez 12' 30' · Dulce Dorada 89' · Paola Vázquez 90+2' |           | Carmen Quezada 49' (pen.) | Árbitro(s): Yanina Mujica (Venezuela) | Árbitro(s): Yanina Mujica (Venezuela) |

| 12 de marzo de 2012, 18:00 | Argentina                                                         | 3:0 (2:0) | Perú | Estadio Olímpico Patria, Sucre |  |
|                            | Aldana Benítez 11' · Even Pizzango 38' (a.g.) · Erika Cabrera 90' |           |      |                                |  |

| 12 de marzo de 2012, 20:00 | Ecuador                                  | 2:7 (1:3) | Uruguay | Estadio Olímpico Patria, Sucre        |                                       |
|                            | Emily Espinoza 27' · Margarita Barre 63' |           | Yamila Badell 17' · Pamela Gonzáles 31' · Alaldes Bonilla 38' · Keisy Silvera 55' 66' · Carolina Birizamberri 69' · Carina Felipe 78' | Árbitro(s): Daniela Coutinho (Brasil) | Árbitro(s): Daniela Coutinho (Brasil) |

| 14 de marzo de 2012, 18:00 | Perú                   | 1:1 (0:1) | Ecuador             | Estadio Olímpico Patria, Sucre |  |
|                            | Geraldine Cisneros 62' |           | Margarita Barre 44' |                                |  |

| 14 de marzo de 2012, 20:00 | Uruguay                        | 2:1 (1:1) | Bolivia            | Estadio Olímpico Patria, Sucre |  |
|                            | Yamila Badell 38' (pen.) 90+1' |           | Claudia Flores 26' |                                |  |

| 16 de marzo de 2012, 18:00 | Uruguay                   | 1:0 (1:0) | Argentina | Estadio Olímpico Patria, Sucre        |                                       |
|                            | Carolina Birizamberri 42' |           |           | Árbitro(s): Daniela Coutinho (Brasil) | Árbitro(s): Daniela Coutinho (Brasil) |

| 16 de marzo de 2012, 20:00 | Ecuador                                                       | 4:2 (2:0) | Bolivia                                | Estadio Olímpico Patria, Sucre       |                                      |
|                            | Angie Ponce 36' · Margarita Barre 45+1' · Dayana Díaz 71' 73' |           | Claudia Flores 87' · Paola Vásquez 90' | Árbitro(s): Viviana Muñoz (Colombia) | Árbitro(s): Viviana Muñoz (Colombia) |

| 18 de marzo de 2012, 15:00 | Perú                                     | 2:3 (2:2) | Uruguay                                                           | Estadio Olímpico Patria, Sucre |  |
|                            | Alejandra Ramos 11' · Astrid Ramírez 44' |           | Jemina Rolfo 19' · Alaídes Bonilla 27' · Yamila Badell 75' (pen.) |                                |  |

| 18 de marzo de 2012, 15:00 | Bolivia                                                | 3:4 (1:4) | Argentina                                                                           | Estadio Olímpico Patria, Sucre |  |
|                            | Marcela Ortiz 24' · Carla Méndez 86' · Ana Rojas 90+3' |           | Erika Cabrera 6' · Daniela Rotela 25' · Cintia López 27' · Selena Molina 38' (pen.) |                                |  |

### Grupo B
| Equipo    | Pts. | PJ | PG | PE | PP | GF | GC | Dif |
| --------- | ---- | -- | -- | -- | -- | -- | -- | --- |
| Brasil    | 12   | 4  | 4  | 0  | 0  | 24 | 1  | +23 |
| Colombia  | 9    | 4  | 3  | 0  | 1  | 9  | 6  | +3  |
| Venezuela | 6    | 4  | 2  | 0  | 2  | 7  | 7  | +0  |
| Paraguay  | 3    | 4  | 1  | 0  | 3  | 4  | 14 | -10 |
| Chile     | 0    | 4  | 0  | 0  | 4  | 1  | 17 | -16 |

| 9 de marzo de 2012, 17:00 | Colombia                                   | 2:1 (0:1) | Venezuela             | Estadio Ramón Tahuichi Aguilera, Santa Cruz |                                      |
|                           | Carolina Arbeláez 70' · Nicole Regnier 81' |           | Marialba Zambrano 20' | Árbitro(s): Cándida Colque (Bolivia)        | Árbitro(s): Cándida Colque (Bolivia) |

| 9 de marzo de 2012, 19:00 | Brasil | 7:0 (1:0) | Paraguay | Estadio Ramón Tahuichi Aguilera, Santa Cruz |                                         |
|                           | Brena Carolina 35' 60' · Andressa Machry 63' 87' (pen.) · Gabrielly Salgado 66' · Djenifer Becker 77' · Maxinny Lúcia Pereira Damasceno 78' |           |          | Árbitro(s): Claudia Umpiérrez (Uruguay)     | Árbitro(s): Claudia Umpiérrez (Uruguay) |

| 11 de marzo de 2012, 15:00 | Paraguay | 0:3 (0:0) | Colombia                                                          | Estadio Gilberto Parada, Montero |  |
|                            |          |           | Nicole Regnier 49' · Dayana Castillo 65' · María Andrea Otero 85' |                                  |  |

| 11 de marzo de 2012, 17:00 | Chile | 0:3 (0:2) | Venezuela                                                     | Estadio Gilberto Parada, Montero |  |
|                            |       |           | Michelle Romero 13' · Lourdes Moreno 45+1' · Idalys Pérez 65' |                                  |  |

| 13 de marzo de 2012, 17:00 | Colombia                                   | 3:0 (1:0) | Chile | Estadio Ramón Tahuichi Aguilera, Santa Cruz |  |
|                            | Leicy Santos 12' 53' · Dayana Castillo 46' |           |       |                                             |  |

| 13 de marzo de 2012, 19:00 | Venezuela | 0:3 (0:0) | Brasil                                                          | Estadio Ramón Tahuichi Aguilera, Santa Cruz |                                         |
|                            |           |           | Gabrielly Salgado 57' 60' · Maxinny Lúcia Pereira Damasceno 77' | Árbitro(s): Claudia Umpiérrez (Uruguay)     | Árbitro(s): Claudia Umpiérrez (Uruguay) |

| 15 de marzo de 2012, 17:00 | Paraguay                                | 2:1 (1:1) | Chile                | Estadio Ramón Tahuichi Aguilera, Santa Cruz |                                      |
|                            | Tania Espínola 15' · Ivanna Mendoza 72' |           | Melisa Rodríguez 26' | Árbitro(s): Cándida Colque (Bolivia)        | Árbitro(s): Cándida Colque (Bolivia) |

| 15 de marzo de 2012, 19:00 | Brasil                                                                                  | 5:1 (3:1) | Colombia         | Estadio Ramón Tahuichi Aguilera, Santa Cruz |  |
|                            | Byanca Araujo 26' 33' · Brena Carolina 45+1' · Andressa Machry 70' · Keila Carvalho 75' |           | Leicy Santos 43' |                                             |  |

| 17 de marzo de 2012, 15:00 | Venezuela                                                  | 3:2 (3:0) | Paraguay                               | Estadio Gilberto Parada, Montero    |                                     |
|                            | Evelin Alaya 9' · Ydalys Pérez 13' · Marialba Zambrano 43' |           | Alejandra Jara 59' · Ivana Mendoza 66' | Árbitro(s): María Cornejo (Ecuador) | Árbitro(s): María Cornejo (Ecuador) |

| 17 de marzo de 2012, 17:00 | Chile | 0:9 (0:5) | Brasil                                                                                                  | Estadio Gilberto Parada, Montero  |                                   |
|                            |       |           | Byanca Araujo 3' 18' 28' 39' · Brena Carolina 25' 61' (pen.) 73' (pen.) 89' · Leslie Alarcón 87' (a.g.) | Árbitro(s): Melany Bermejo (Perú) | Árbitro(s): Melany Bermejo (Perú) |

## Fase final
| Equipo    | Pts | PJ | PG | PE | PP | GF | GC | Dif |
| --------- | --- | -- | -- | -- | -- | -- | -- | --- |
| Brasil    | 9   | 3  | 3  | 0  | 0  | 9  | 2  | +7  |
| Uruguay   | 6   | 3  | 2  | 0  | 1  | 6  | 4  | +2  |
| Colombia  | 3   | 3  | 1  | 0  | 2  | 6  | 5  | +1  |
| Argentina | 0   | 3  | 0  | 0  | 3  | 3  | 13 | -10 |

| 21 de marzo de 2012 | Uruguay                       | 2:1 (1:0) | Colombia                   | Estadio Olímpico Patria, Sucre |  |
|                     | Carolina Birizamberri 20' 90' |           | Dayana Castillo 60' (pen.) |                                |  |

| 21 de marzo de 2012 | Brasil                                                                     | 5:1 (2:1) | Argentina         | Estadio Olímpico Patria, Sucre |  |
|                     | Byanca Alves 1' · Chaiane Locatelli 7' · Mayara Vaz 67' 73' · Thaynara 86' |           | Aldana Benítez 4' |                                |  |

| 23 de marzo de 2012 | Uruguay                       | 4:2 (0:0) | Argentina                              | Estadio Olímpico Patria, Sucre    |                                   |
|                     | Yamila Badell 48' 50' 70' 80' |           | Erika Cabrera 79' · Aldana Benítez 85' | Árbitro(s): Melany Bermejo (Perú) | Árbitro(s): Melany Bermejo (Perú) |

| 23 de marzo de 2012 | Brasil                                                                 | 3:1 (0:1) | Colombia           | Estadio Olímpico Patria, Sucre |  |
|                     | Gabrielly Salgado 41' · Andressa Machry 59' (pen.) · Byanca Araujo 64' |           | Juliana Ocampo 10' |                                |  |

| 25 de marzo de 2012 | Argentina | 0:4 (0:1) | Colombia                                                             | Estadio Olímpico Patria, Sucre |  |
|                     |           |           | Gabriela Maldonado 41' 59' · Dayana Castillo 46' · Laura Aguirre 90' |                                |  |

| 25 de marzo de 2012 | Uruguay | 0:1 (0:1) | Brasil              | Estadio Olímpico Patria, Sucre           |                                          |
|                     |         |           | Andressa Machry 10' | Árbitro(s): María Belén Carvajal (Chile) | Árbitro(s): María Belén Carvajal (Chile) |

|                           |
| Bandera de Brasil         |
| Campeón Brasil 2.º título |

## Clasificados aAzerbaiyán 2012
| Brasil | Uruguay | Colombia |
| ------ | ------- | -------- |

## Tabla General de Posiciones
A continuación se muestra la tabla general de posiciones:
| Pos. | Equipo    | Pts | PJ | PG | PE | PP | GF | GC | Dif. | Efect. |
| ---- | --------- | --- | -- | -- | -- | -- | -- | -- | ---- | ------ |
| 1    | Brasil    | 21  | 7  | 7  | 0  | 0  | 33 | 3  | +30  | 100%   |
| 2    | Uruguay   | 18  | 7  | 6  | 0  | 1  | 19 | 9  | +10  | 85,71% |
| 3    | Colombia  | 12  | 7  | 4  | 0  | 3  | 15 | 11 | +4   | 57,14% |
| 4    | Argentina | 9   | 7  | 3  | 0  | 4  | 11 | 17 | -6   | 42,86% |
| 5    | Venezuela | 6   | 4  | 2  | 0  | 2  | 7  | 7  | 0    | 50,00% |
| 6    | Ecuador   | 4   | 4  | 1  | 1  | 2  | 7  | 11 | -4   | 33,33% |
| 7    | Bolivia   | 3   | 4  | 1  | 0  | 3  | 10 | 11 | -1   | 25,00% |
| 8    | Paraguay  | 3   | 4  | 1  | 0  | 3  | 4  | 14 | -10  | 25,00% |
| 9    | Perú      | 1   | 4  | 0  | 1  | 3  | 4  | 11 | -7   | 8,33%  |
| 10   | Chile     | 0   | 4  | 0  | 0  | 4  | 1  | 17 | -16  | 0%     |

## Goleadoras
| Jugadora              | Selección | Goles |
| --------------------- | --------- | ----- |
| Yamila Badell         | Uruguay   | 9     |
| Byanca Araujo         | Brasil    | 7     |
| Brenda Carolina       | Brasil    | 7     |
| Carolina Birizamberri | Uruguay   | 4     |
| Dayana Castillo       | Colombia  | 4     |
| Gabrielly Salgado     | Brasil    | 3     |
| Andressa Machry       | Brasil    | 3     |
| Margarita Barre       | Ecuador   | 3     |
| Erika Cabrera         | Argentina | 3     |
| Carla Méndez          | Bolivia   | 3     |